# McCuistion-Gletscher
Der McCuistion-Gletscher ist ein 6 km langer Gletscher in der antarktischen Ross Dependency. Im Königin-Maud-Gebirge fließt er entlang der Nordseite des Lubbock Ridge in westlicher Richtung zum Shackleton-Gletscher.
Das Advisory Committee on Antarctic Names benannte ihn 1966 nach Joshua P. McCuistion (1931–1996), Baumaschinenfahrer bei der United States Navy, der am 22. Dezember 1955 beim Absturz einer de Havilland Canada DHC-3 Otter während der Startphase im Gebiet um das Kap Bird auf der Ross-Insel verletzt worden war.